# He Lifeng
He Lifeng (何立峰S, Hé LìfēngP; Longyan, 4 febbraio 1955) è un politico ed economista cinese.
Dal 23 ottobre 2022 fa parte del XX Ufficio politico del Comitato centrale del Partito Comunista Cinese.

## Biografia
He Lifeng è nato nel 1955 a Longyan, nella contea di Yongding, da una famiglia originaria di Xingning, nella contea di Guangdong.
Nell'agosto 1973, durante la Rivoluzione culturale, è stato mandato in una fattoria dello Yongding come parte del programma zhiqing («gioventù educata nelle campagne»).
Dal novembre 1976 ha partecipato alla costruzione della centrale idroelettrica di Shixiangtan, nella contea di Yongding.
Con la reinroduzione dell'esame nazionale di ammissione all'università (gaokao), nel 1978 è stato accettato alla facoltà di economia dell'Università di Xiamen, dove ha studiato finanza.
Dal giugno 1981 è iscritto al Partito Comunista Cinese. Ha conseguito la laurea triennale nel 1982 e la laurea magistrale nel 1984.
Dopo la laurea ha iniziato a lavorare a Xiamen come ricercatore per la Zona economica speciale.
Nel luglio del 1984 il vicegovernatore del Fujian, Wang Yishi, chiedeva a Deng Ziji, mentore di He Lifeng, di raccomandare uno studente per sostenere la costruzione della Zona economica speciale di Xiamen. He Lifeng veniva perciò scelto per diventare un membro dell'Istituto di ricerca economica della Zona economica speciale di Xiamen e nell'ottobre 1984 ha incominciato a lavorare per il governo municipale di Xiamen, dando inizio alla sua carriera politica.
A Xiamen ha diretto il dipartimento finanziario della città, quando Xi Jinping ne era vicesindaco (è stato segnalato che He Lifeng ha partecipato alle seconde nozze di Xi Jinping con Peng Liyuan).
Nel 1990 è stato promosso a capo del partito di un distretto cittadino e nel febbraio 1995 è stato nominato sindaco di Quanzhou, poi segretario del partito.
Nel 1998 ha conseguito un dottorato di ricerca in economia. Nell'aprile 2000 è diventato segretario del partito di Fuzhou e nel dicembre 2001 è entrato nel Comitato permanente del partito della provincia del Fujian.
Secondo quanto riferito dai media stranieri, durante il mandato di He Lifeng come segretario del Comitato municipale del partito di Fuzhou, più di 30.000 contadini di Fuzhou e Fu'an, insoddisfatti della corruzione nel processo di trasferimento delle terre, hanno chiesto la rimozione dei funzionari corrotti, tra i quali He Lifeng.
Nel maggio 2009 è stato nominato vicesegretario del Comitato municipale del Partito comunista cinese di Tianjin, segretario del Comitato di lavoro della Nuova area di Binhai e segretario del partito del distretto di Tanggu.
Poco dopo il suo insediamento (agosto 2009) ha proposto le "Dieci grandi battaglie", promuovendo la costruzione dell'area centrale della Nuova area di Binhai e dei distretti commerciali centrali di Xiangluowan e Yujiabao,  dove è stato soprannominato "il demolitore" (He Dachai) per aver avviato una massiccia campagna di riqualificazione urbana e costosi progetti infrastrutturali che hanno dato alla città un aspetto scintillante ma l'hanno anche spinta a un maggiore indebitamento.
Nel gennaio 2013 è stato nominato presidente del Comitato della Conferenza consultiva politica del popolo di Tianjin.

### Politica nazionale
Nel giugno 2014 è stato nominato Vicedirettore e Vicesegretario della Commissione nazionale per lo sviluppo e la riforma.
Il 24 febbraio 2017 è stato nominato Direttore della Commissione nazionale per lo sviluppo e la riforma dal Comitato permanente dell'Assemblea nazionale del popolo.
Durante il suo mandato He Lifeng è stato responsabile del lavoro di sviluppo coordinato regionale e i dipartimenti sotto la sua responsabilità includevano il Dipartimento di economia regionale, il Dipartimento di sviluppo occidentale e il Dipartimento di rivitalizzazione delle vecchie basi industriali nella Cina nord-orientale.
Il 14 marzo 2018 è stato eletto vicepresidente del 13º Comitato nazionale della Conferenza politica consultiva del popolo cinese.
Il 19 marzo 2018, durante la prima sessione della XIII Assemblea nazionale del popolo, He Lifeng è stato nominato dal primo ministro Li Keqiang e confermato direttore della Commissione nazionale per lo sviluppo e la riforma.
Confermato nella carica dirigenziale, He Lifeng ha presieduto la riforma istituzionale della Commissione nazionale per lo sviluppo e la riforma in conformità con la decisione di approfondire la riforma del partito e delle istituzioni statali.
Molte delle responsabilità che originariamente appartenevano alla Commissione nazionale per lo sviluppo e la riforma, tra cui l’organizzazione della preparazione dei principali piani per le aree funzionali, la risposta al cambiamento climatico e alla riduzione delle emissioni, i progetti di investimento agricolo, i compiti di ispezione dei principali progetti, la supervisione e l'ispezione dei prezzi e l’applicazione della legge antimonopolio, e la gestione dei prezzi dei farmaci e dei servizi medici, sono state integrate e divise in altri ministeri e commissioni.
Il 23 ottobre 2022 He Lifeng è stato eletto membro dell'Ufficio politico del Comitato centrale nella Prima sessione plenaria del XX Congresso nazionale del Partito Comunista Cinese.
Il 12 marzo 2023 è stato nominato Vice Primo ministro del Consiglio di Stato della Repubblica Popolare Cinese, con deleghe nella finanza, nelle risorse naturali, nell'edilizia abitativa e urbano-rurale, nei trasporti e nel commercio.
Nell'ottobre 2023 è succeduto a Liu He nella carica di direttore della Commissione centrale per gli affari economici e finanziari, da novembre è stato anche nominato direttore della Commissione finanziaria centrale e segretario della Commissione affari finanziari del Comitato Centrale a novembre, entrambe costituite a marzo.
Nel succedere a Liu He, He Lifeng è anche responsabile del dialogo economico e commerciale di alto livello tra Cina e Unione europea, responsabile cinese del dialogo economico e commerciale di alto livello tra Cina e Stati Uniti e responsabile della gestione delle controversie commerciali tra Cina e Stati Uniti.
In tale veste il 10 e 11 maggio 2025 He Lifeng ha incontrato a Ginevra il segretario del Tesoro statunitense Scott Bessent e il rappresentante per il Commercio statunitense Jamieson Greer per affrontare la guerra dei dazi tra Cina e Stati Uniti. Il 12 maggio le parti hanno emesso un comunicato congiunto che segnalava la drastica sospensione dei dazi per almeno 90 giorni.